# Don't Think They Know
Singles de Chris Brown
Fine China
(2 avril 2013) Love More
(16 juillet 2013)
Don't Think They Know est une chanson RnB du chanteur américain Chris Brown en featuring avec la défunte chanteuse Aaliyah, sortie le 17 juin 2013 sous format numérique. Le single est extrait de son 6e album X (2013). La chanson a été produite par Mel & Mus et contient un sample de They Don't Know du chanteur Jon B produit par Tim & Bob.

## Clip vidéo
Le clip est filmé à Los Angeles, en Californie, dans les quartiers violents de la ville où règne la guerre des gangs. Le clip est réalisé en noir en blanc sauf pour illustré les deux gangs (l'un en rouge l'autre en bleu). Aaliyah y apparait en tant qu'hologramme et sa performance est tirée de son clip Try Again. Le clip, qui prône la paix et l'amour, commence avec une phrase : 
« Every two hours in America today a child dies of a gunshot wound.. Traduction : « Toutes les deux heures aux États-Unis, un enfant meurt d'une blessure par balle »
Puis suit une phrase du chanteur : 
« Unity is what we are afraid of so fear is insanity, let's love each over. - Not CB, just Christopher. » Traduction : « L'unité est ce que nous craignons et la peur c'est de la folie, aimons-nous les uns les autres. - Pas Chris Brown, seulement Christopher »
À la fin du clip est écrit R.I.P. Lil Frogg (décédé en 2013) puis une dédicace à Aaliyah : 
« Dear Aaliyah, we love and miss you, thank you for inspiring us all ». Traduction : « Chère Aaliyah, nous t'aimons et tu nous manques, merci de tous nous inspirer. »

## Liste des pistes
- Téléchargement numérique[1]

1. Don't Think They Know – 4:01